# Kanovaren op de Olympische Zomerspelen 2016 – C-2 1000 meter mannen
De C-2 1000 meter mannen op de Olympische Zomerspelen 2016 vond plaats op vrijdag 19 en zaterdag 20 augustus 2016. Regerend olympisch kampioen waren Peter Kretschmer en Kurt Kuschela uit Oekraïne, die in Rio de Janeiro hun titel niet verdedigden. Er werden twee series geroeid, waarbij de beste twee kano's zich direct plaatsten voor de A-finale; de overige duo's namen deel aan de halve finales. Zes van de deelnemers aan die halve finales plaatsten zich voor de finale waarin de medailles werden verdeeld; de verliezers van de halve finale voeren een B-finale om de complete ranglijst op te stellen.

## Resultaten

### Series

#### Serie 1
| rang | naam                              | land       | tijd     |    |
| ---- | --------------------------------- | ---------- | -------- | -- |
| 1    | Erlon Silva Isaquias Queiroz      | Brazilië   | 3:33.269 | Q  |
| 2    | Dmitro Jantsjoek Taras Misjtsjoek | Oekraïne   | 3:35.284 | HF |
| 3    | Ilja Sjtokalov Ilja Pervoekhin    | Rusland    | 3:43.105 | HF |
| 4    | Ferenc Szekszárdi Martin Marinov  | Australië  | 4:07.372 | HF |
| 5    | Mussa Chamaune Joaquim Lobo       | Mozambique | 4:14.002 | HF |

#### Serie 2
| rang | naam                           | land        | tijd     |    |
| ---- | ------------------------------ | ----------- | -------- | -- |
| 1    | Sebastian Brendel Jan Vandrey  | Duitsland   | 3:33.482 | Q  |
| 2    | Serguey Torres Jorge Dayán     | Cuba        | 3:34.939 | HF |
| 3    | Henrik Vasbányai Róbert Mike   | Hongarije   | 3:35.501 | HF |
| 4    | Jaroslav Radoň Filip Dvořák    | Tsjechië    | 3:36.818 | HF |
| 5    | Mateusz Kamiński Michał Kudła  | Polen       | 3:44.717 | HF |
| 6    | Gerasim Kochnev Serik Mirbekov | Oezbekistan | 4:00.330 | HF |

### Halve finales

#### Halve finale 1
| rang | naam                              | land       | tijd     |   |
| ---- | --------------------------------- | ---------- | -------- | - |
| 1    | Dmitro Jantsjoek Taras Misjtsjoek | Oekraïne   | 3:38.384 | Q |
| 2    | Jaroslav Radoň Filip Dvořák       | Tsjechië   | 3:42.166 | Q |
| 3    | Henrik Vasbányai Róbert Mike      | Hongarije  | 3:56.126 | Q |
| 4    | Mussa Chamaune Joaquim Lobo       | Mozambique | 4:23.965 | B |

#### Halve finale 2
| rang | naam                             | land        | tijd     |   |
| ---- | -------------------------------- | ----------- | -------- | - |
| 1    | Serguey Torres Jorge Dayán       | Cuba        | 3:40.192 | Q |
| 2    | Gerasim Kochnev Serik Mirbekov   | Oezbekistan | 3:40.772 | Q |
| 3    | Ilja Sjtokalov Ilja Pervoekhin   | Rusland     | 3:42.127 | Q |
| 4    | Mateusz Kamiński Michał Kudła    | Polen       | 3:43.467 | B |
| 5    | Ferenc Szekszárdi Martin Marinov | Australië   | 4:13.754 | B |

### Finales

#### Finale B
| rang | naam                             | land       | tijd     |  |
| ---- | -------------------------------- | ---------- | -------- |  |
| 9    | Mateusz Kamiński Michał Kudła    | Polen      | 3:52.964 |  |
| 10   | Ferenc Szekszárdi Martin Marinov | Australië  | 4:10.238 |  |
| 11   | Mussa Chamaune Joaquim Lobo      | Mozambique | 4:38.732 |  |

#### Finale A
| rang   | naam                              | land        | tijd     |  |
| ------ | --------------------------------- | ----------- | -------- |  |
| Goud   | Sebastian Brendel Jan Vandrey     | Duitsland   | 3:43.912 |  |
| Zilver | Erlon Silva Isaquias Queiroz      | Brazilië    | 3:44.819 |  |
| Brons  | Dmitro Jantsjoek Taras Misjtsjoek | Oekraïne    | 3:45.949 |  |
| 4      | Henrik Vasbányai Róbert Mike      | Hongarije   | 3:46.198 |  |
| 5      | Ilja Sjtokalov Ilja Pervoekhin    | Rusland     | 3:46.776 |  |
| 6      | Serguey Torres Jorge Dayán        | Cuba        | 3:48.133 |  |
| 7      | Jaroslav Radoň Filip Dvořák       | Tsjechië    | 3:49.352 |  |
| 8      | Gerasim Kochnev Serik Mirbekov    | Oezbekistan | 3:52.920 |  |